# Carpathite
La carpathite (detto anche karpatite) è un minerale con formula chimica C24H12 (è isomorfa del coronene). Appartiene alla classe dei composti organici, gruppo degli idrocarburi.

## Storia
Fu scoperta nella Transcarpazia (da questo oblast' ucraino prende il nome, altri vogliono che prenda il nome dalle montagne Carpate e fu descritto per caso nel 1955) insieme alla curtisite. Anticamente il minerale veniva confuso con la valentinite, ma nel 1967 ci si accorse che aveva la stessa formula chimica del coronene, per distinguere il minerale trovato in miniera dall'idrocarburo ottenuto in laboratorio venne chiamato pendlentonite. Recentemente venne scoperto che il minerale si trattava in realtà di carpathite.

## Morfologia
La carpathite si presenta in gruppi di cristalli aciculari. o in cristalli di forma aciculare o prismatica.

## Proprietà fisiche
Fluorescente
Peso molecolare 300,36 grammomolecole.
Densità di elettroni: 1,46 g/c³
- Indici quantici:
  - fermioni: 0,01[3]
  - bosoni: 0,99[3]
- Indici di fotoelettricità
  - PE=0,15 barn/elettroni
  - ρ=0,22 barn/c³[3]

^Indice di radioattività: GRapi=0 Il minerale non è radioattivo

## Origine e giacitura
L'origine della carpathite ha a che fare con la catalisi di minerali di mercurio. Altri minerali ben cristallizzati si trovano in alcune miniere di lignite, in queste miniere si tratta di composti di tipo terpenico come derivato delle sostanze minerali del legno.